# 八厘米2
《八厘米2》（英語：8mm 2）是一部2005年直接发行DVD的驚悚片，由J·S·卡登尼執導，強納森·史凱奇和蘿莉·赫林主演。該片由索尼影業家庭娛樂發行。
電影製作時的標題是《地獄的天鵝絨面》（The Velvet Side of Hell）。索尼獲得發行權後，被改名為《八厘米2》。儘管這個片名暗示這部電影是1999年尼古拉斯·凯奇電影《8釐米》的續集，但其实這部電影與第一部《8釐米》電影沒有任何相关联的元素。
這部電影完全在布達佩斯拍攝。

## 剧情
一对已订婚的情侣蒂什和戴维到布达佩斯度假。戴维是蒂什父亲的顾问，蒂什的父亲是一位大使，他不同意他们的关系，但这并不影响这对情侣在一起。在布达佩斯期间，两人沉迷于各种性活动，最终在西班牙阿尔罕布拉的一家酒店里与当地模特儿里莎三人行，之后却收到了一封装有三人行照片的信。他们意识到这次偷情可能会毁掉他们的事业，也会毁掉蒂丝父亲的前途，于是冒险深入布达佩斯寻找里莎。在旅途中，他们遇到了勒索者——酒店的女管家，告诉了他们关于里莎的事。
他索要20万美元赎回他拍下的照片，并在逃跑前劫持了蒂什作为人质，但最终还是放了她。勒索者遇到了戴维，两人开始对射，但勒索者逃脱了。他们走进勒索者的公寓，发现勒索者已中弹身亡。一名警官科瓦奇侦探后来联系了他们，似乎怀疑是他们谋杀了那名死者。后来，他们发现里莎死在了她的公寓里，并推测整个事件已经结束。正当他们开始庆祝时，另一个神秘人打电话给他们，要求用100万美元交换照片，他们通过蒂什的关系并在科瓦奇的帮助下同意支付这笔钱。他们安排在一个旧仓库见面，但到了那里却没有看到那个人。
戴维告诉蒂什留在车里，他去找里面的人，并递给她一把枪。在他消失在仓库后，一直跟踪他们的科瓦奇出现在蒂什的车旁，敲了敲车窗。蒂什告诉他，那个人说不能带警察来，但科瓦奇告诉她，如果她想看到戴维活着离开大楼，就必须让他去。过了一会儿，蒂什听到枪声，她跑进大楼，向一辆正驶出仓库的越野车开枪。然后她发现科瓦奇死在里面。后来，神秘男子再次打电话给她，说戴维在他手上，要求她支付500万美元才能把他安全送回，否则就杀了他。她支付了赎金。
神秘男子告诉她，戴维被绑在布达佩斯一家商店的地下室里，奄奄一息。当蒂什赶到时，她发现戴维被绑在地下室，只能通过面罩获得有限的氧气。她救出了戴维。此后，他们继续一起生活，没有再受到那个男人的干扰。圣诞节那天，蒂什和亲戚去城里购物，并打算和戴维一起去喝一杯。然而，戴维打电话给蒂什，告诉她他要工作到很晚。蒂许决定继续购物，然后回家和戴维见面。傍晚，当她登上地铁列车时，她注意到在她旁边的列车车厢里有：色情商店的老板、她曾打算为之工作的俄罗斯皮条客、里莎、科瓦奇和酒店的管家。随后戴维进入车厢与他们会合，每个人都面带微笑。蒂什终于意识到，他们一起策划了一切，来骗取她的600万美元。当火车驶离时，戴维注意到蒂什已经看到了他们。

## 演员
- 強納森·史凱奇（英语：Johnathon Schaech） 饰 戴维·赫胥黎
- 蘿莉·赫林（英语：Lori Heuring） 饰 蒂什·哈林顿
- 布魯斯·戴維森 饰 哈林顿大使
- 朱莉·本茨 饰 林恩
- 瓦倫丁·佩爾卡（英语：Valentine Pelka） 饰 戈尔曼·贝莱克
- 齊塔·戈羅格（英语：Zita Görög） 饰 里莎
- 羅伯特‧卡文納（英语：Robert Cavanah） 饰 理查德
- 珍·豪（英语：Jane How） 饰 哈林顿太太
- 艾力克斯·史卡利斯 饰 佩里
- 巴爾納·伊利耶斯 饰 科瓦奇侦探
- 麗麗·博爾丹（英语：Lili Bordán） 饰 多劳